# Charles Bouchard
J. J. Charles Bouchard (CMM, CD) (n. en 1956 en Chicoutimi, Quebec, Canadá) es un militar canadiense fue responsable de liderar las fuerzas aéreas y marítimas en la Guerra de Libia de 2011 denominada Operación Protector Unificado.

## Biografía
Natural de Chicoutimi (Quebec), Bouchard estudió en la Universidad de Manitoba y se licenció en Artes en Estudios Políticos, además se incorporó a las Fuerzas Armadas Canadienses en 1974 en el marco del Plan de Formación de Aspirantes a Oficial, graduándose como piloto de helicópteros dos años después. Entre otros destinos, ha estado trabajando con el Ejército de Estados Unidos en Fort Hood (Texas). Bouchard es egresado de la Escuela de Personal de las Fuerzas Canadienses, además se graduó en el Programa Internacional de Seguridad a través de la Universidad de Harvard.
Él estuvo a cargo del 444.º Escuadrón Táctico de helicópteros en Lahr, Alemania. Su nombramiento fue volando como un comandante del ala última con sede en Kingston, Ontario, Canadá, como responsable de las operaciones tácticas de helicópteros.
El último destino antes del comando de las fuerzas de la OTAN en Libia, ha sido el de vicejefe del Mando Norteamericano de Defensa Aérea (NORAD, por su acrónimo).
Fue ascendido a su actual rango en julio de 2007. Fue designado como oficial de la Orden del Mérito Militar en el año 2001, promovido al rango de Comandante de la Orden en 2006. Él es un oficial de la Legión al Mérito de los Estados Unidos.
El 9 de octubre de 2009, el teniente general Bouchard asumió su designación como comandante de las operaciones militares de la OTAN, este fue designado por Peter MacKay, describiendo a Bouchard como "líder formidable, con un enorme carácter y capacidad.".

### Guerra de Libia de 2011
El Teniente-General canadiense Charles Bouchard dirigió la operación militar de la OTAN en Libia, bajo nombre militar Protector Unificado (Unified Protector), desde el cuartel marítimo de la OTAN en Nápoles.